# Fitjar
Fitjar este o comună din provincia Hordaland, Norvegia.